# Brigitte Tchanegue
Brigitte Tchanegue,, née à N’Djaména le 21 juin 1992, originaire de la Tandjilé dans le sud du Tchad, est une actrice, productrice de la série télévisée Anais  et mannequin tchadien.

## Biographie
Brigitte Tchanegue nait le 21 juin 1992 à N'Djaména. Issue d'une famille modeste, elle fait ses études dans la même ville jusqu'à l'obtention d'un BTS en Sociologie de la Population et du Développement. En 2007, elle se lance dans le mannequinat grâce au centre des jeunes Don Bosco de N'Djaména pour ensuite intégrer l'agence « Les Gazelles du Tchad ». Plus tard en 2012, elle fait ses premiers pas dans le cinéma, à travers le court-métrage Fille à papa du réalisateur tchadien, Prosper Nadjilem, elle jouera aux côtés de deux acteurs ivoiriens connus que sont Bohiri Michel et Gohou Michel.
En 2015, Brigitte participe à nouveau à la série Amina du réalisateur Richardon Yonoudjim Ngaltam, diffusé sur la chaine de télévision française TV5 Monde. En 2018, elle est membre du Jury au festival Écrans Noirs. En 2020, elle est retenue au casting de la série ivoirienne, Les coups de la vie incarnant le rôle de Dobé.